# Lago Aguelmam Azegza
El lago Aguelmam Azegza (en bereber: ⴰⴳⵍⵎⴰⵎ ⴰⴰⵣⴳⵣⵣⴰ) es un lago situado en el pueblo de Aguelman Azegza, en la provincia de Jenifra de la región de Beni Melal-Jenifra, aproximadamente a 30 kilómetros de la ciudad de Jenifra, en el Atlas Medio occidental, a una altitud de 1500 metros, en Marruecos. Cubre una superficie de 40 hectáreas y alcanza una profundidad de 25 metros. El pueblo toma su nombre del lago, que lleva el nombre del pueblo amazigh y se traduce como el lago verde.
Es un lago natural con una tonalidad verde. Está rodeado de un denso bosque de cedro atlántico y roble verde. La principal actividad económica de la región es el pastoreo, aunque el turismo también desempeña un papel importante. Se alimenta de manantiales de agua y está rodeado de escarpados acantilados rocosos calcáreos. Aunque el lago no es un destino particularmente popular para las aves, es el hogar de una gran variedad de peces y crustáceos . Además, sirve como hábitat vital para el macaco de Berbería.
En 2020, se desarrolló turísticamente la zona. Se procedió a la mejora de carreteras y la construcción de un conjunto de locales con forma de tiendas de madera amazigh. El lago acoge la competición anual llamada «Ice Swim Morocco», un evento de natación en aguas frías que se celebra durante la temporada de invierno en el lago.

## Galería

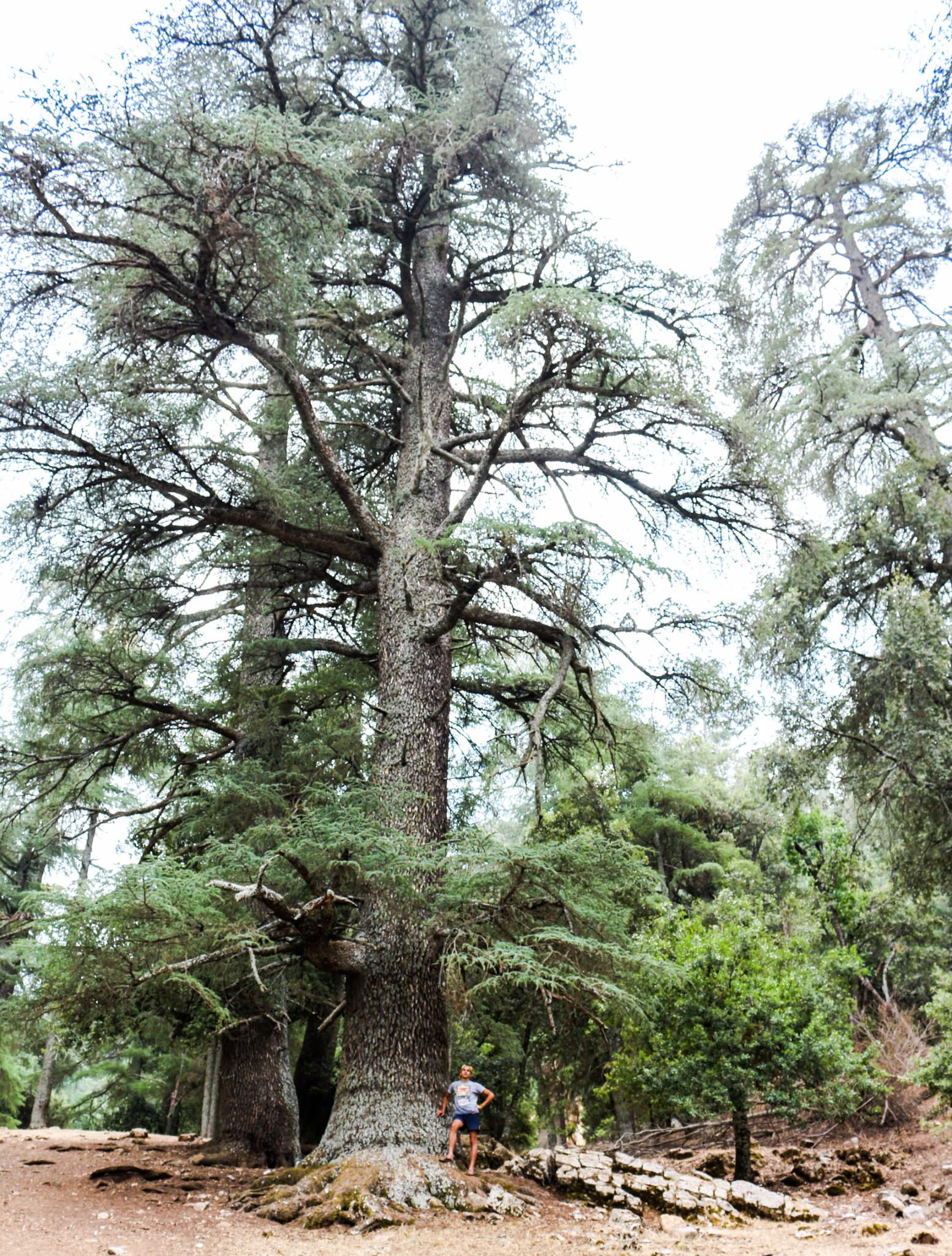
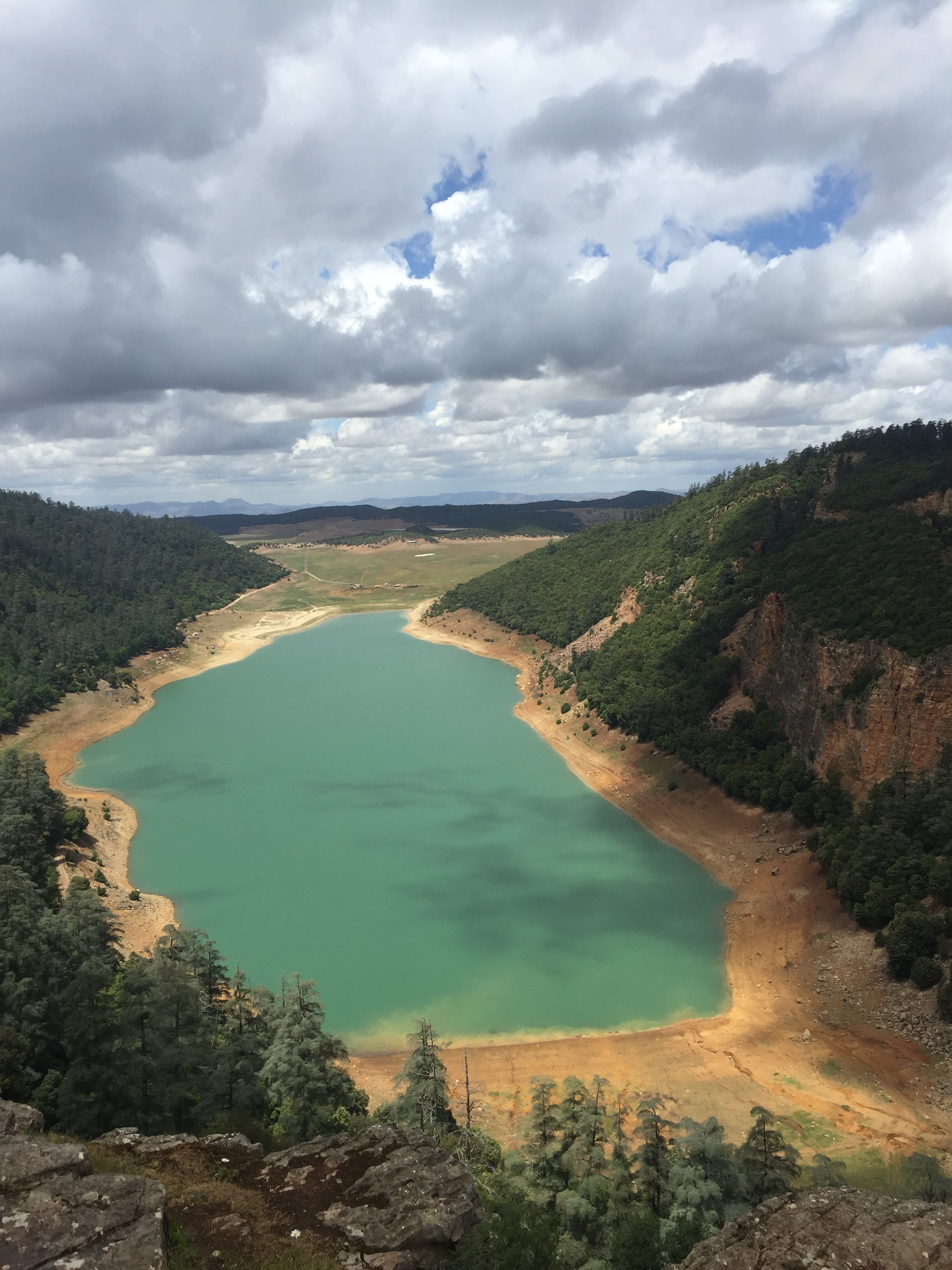
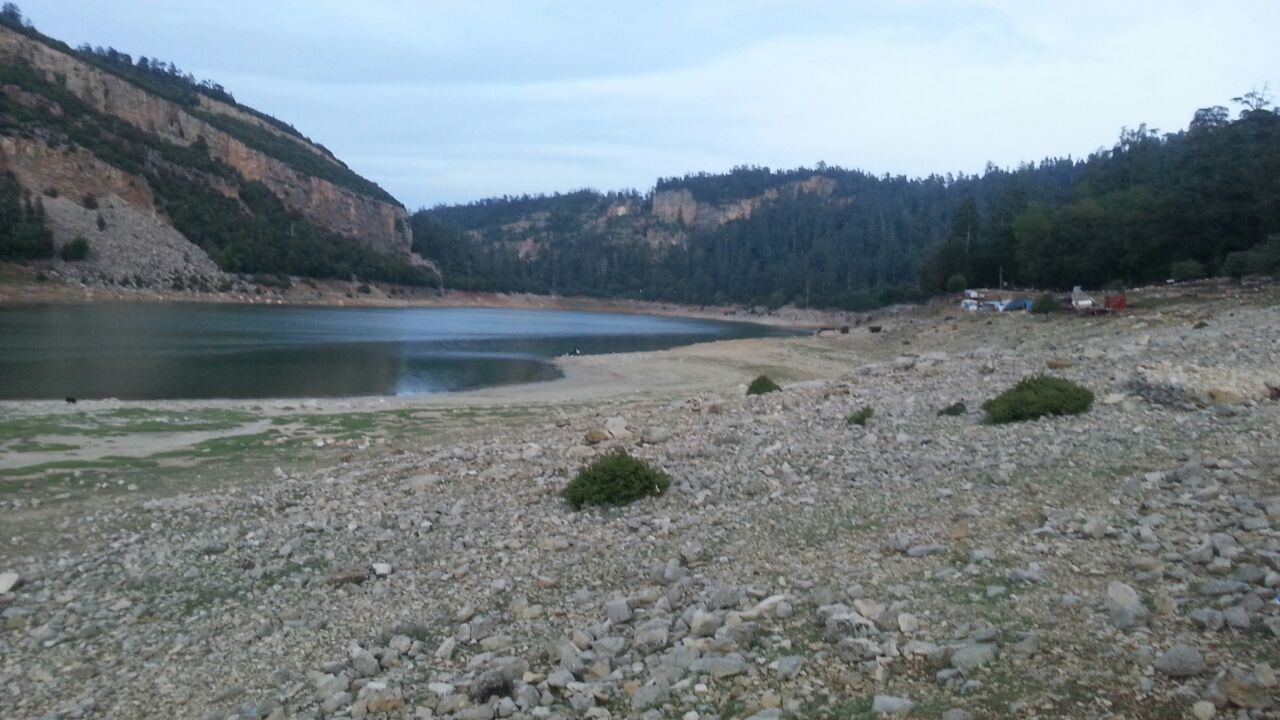
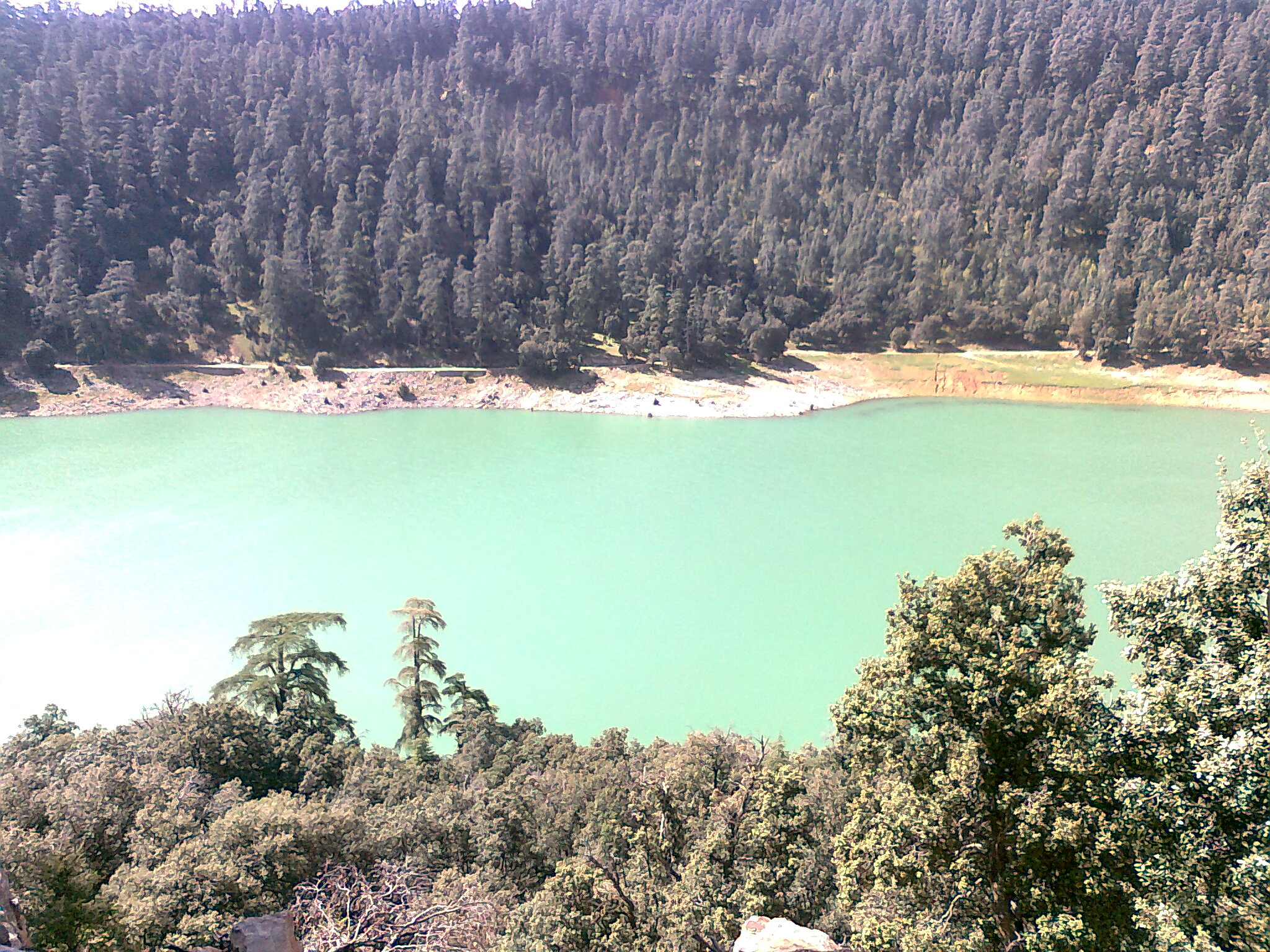
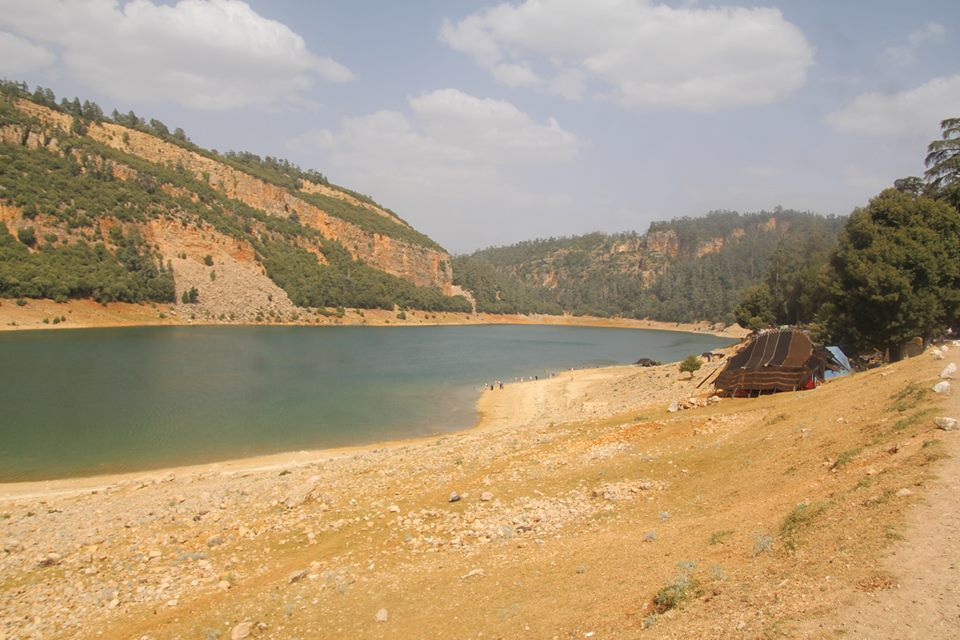
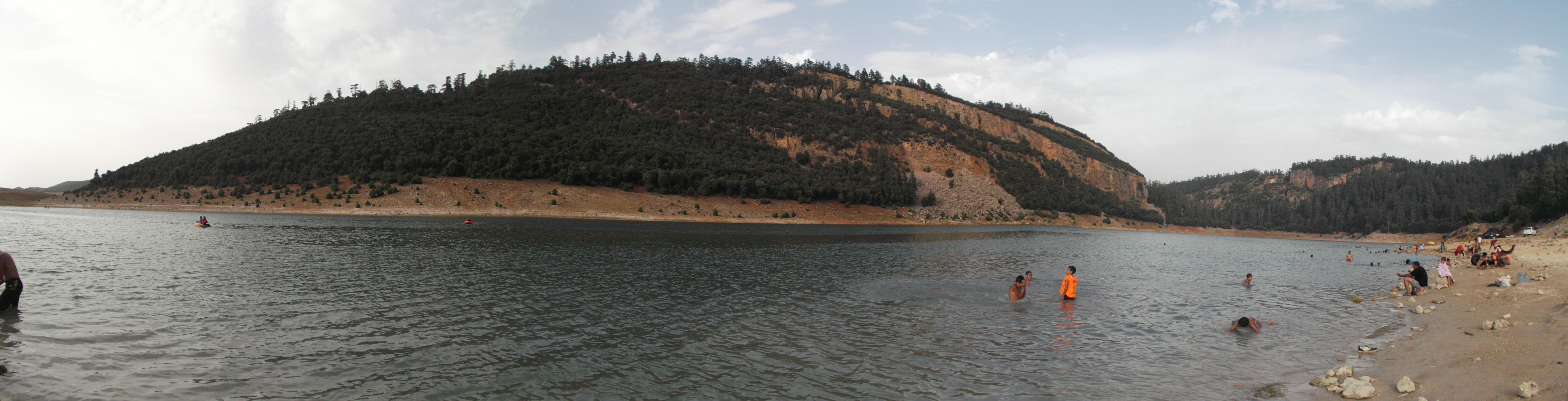
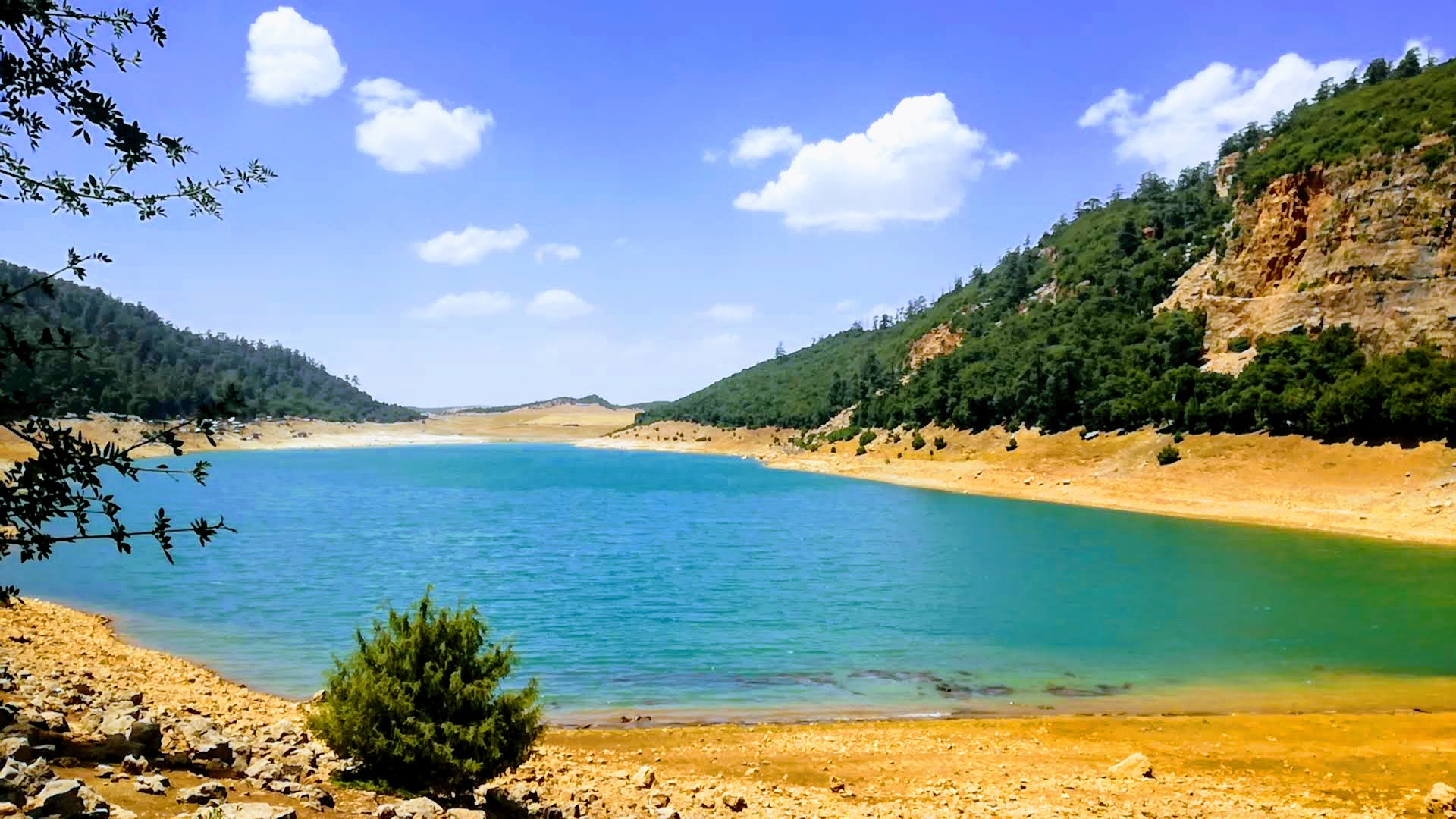
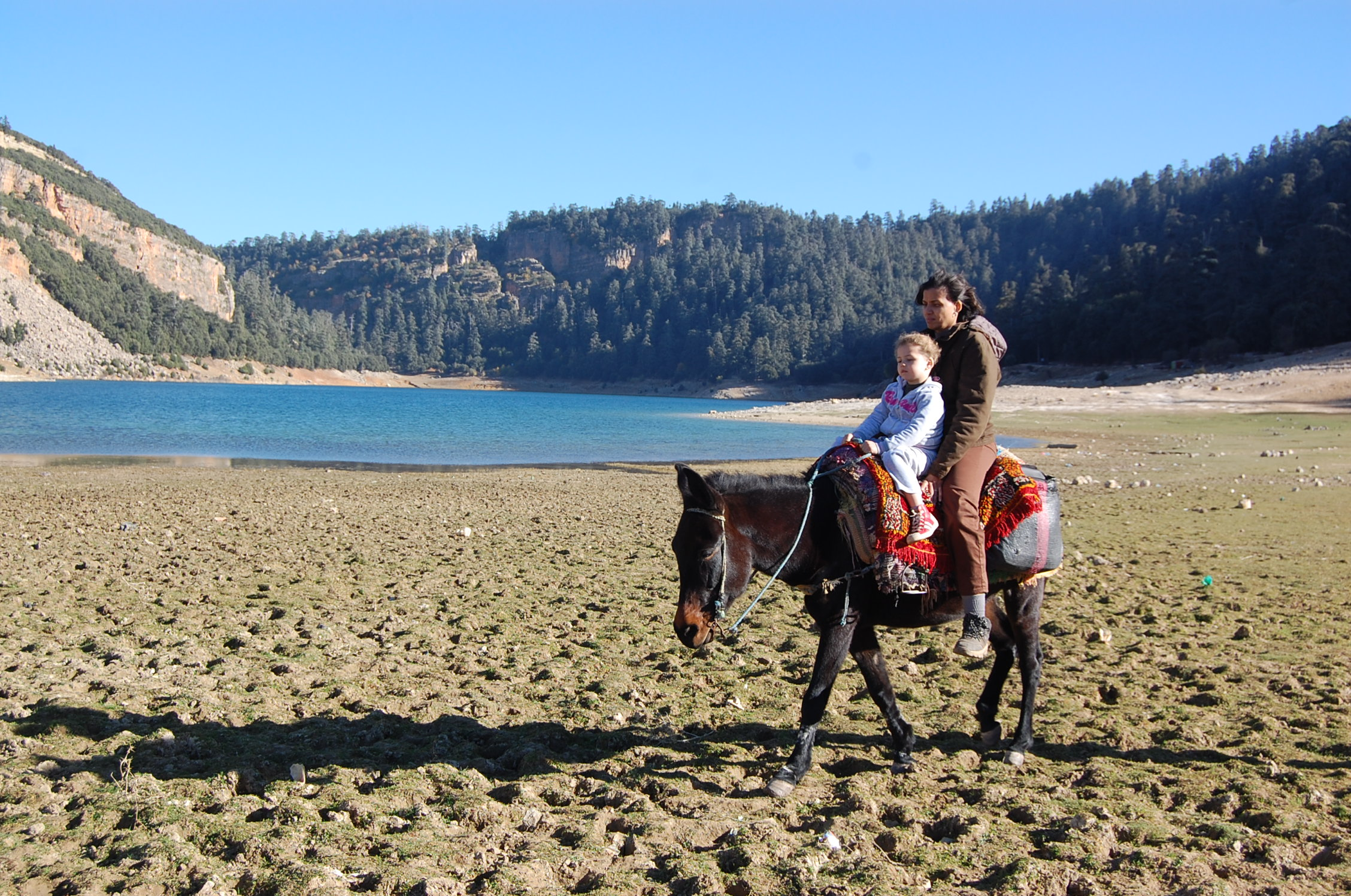